# Divize A 2020/2021
V soubojích 56. ročníku České divize A 2020/21 se mělo utkat 16 týmů dvoukolovým systémem podzim-jaro. Tento ročník odstartoval v srpnu 2020 úvodními zápasy 1. kola a poslední kolo se mělo odehrát v červnu 2021. Sezóna byla po 8. kole z důvodu celosvětové pandemie nemoci covid-19 opět předčasně ukončena. Vítěz pro tento ročník nebyl vyhlášen.

## Nové týmy v sezoně 2020/21
- Z ČFL 2019/20 do Divize A nesestoupilo žádné mužstvo.
- Z Jihočeského přeboru doplnilo soutěž mužstvo Sokol Lom.

## Kluby podle přeborů
- Jihočeský (5): FK Jindřichův Hradec 1910, SK Otava Katovice, Sokol Lom, FK Spartak Soběslav, SK Dynamo České Budějovice B.
- Karlovarský (2): FK Viktoria Mariánské Lázně, FK Hvězda Cheb.
- Plzeňský (6): FK Robstav Přeštice, SK Klatovy 1898, SK Petřín Plzeň, SK Senco Doubravka, FC Rokycany a TJ Slavoj Mýto.
- Středočeský (3): SK Hořovice, TJ Tatran Sedlčany, Český lev - Union Beroun.

## Konečná tabulka soutěže
| Poř. | Tým                          | Z | V | R | P | VG | OG | B  |
| ---- | ---------------------------- | - | - | - | - | -- | -- | -- |
| 1.   | FK Robstav Přeštice          | 8 | 8 | 0 | 0 | 31 | 4  | 24 |
| 2.   | Sokol Lom                    | 8 | 5 | 1 | 2 | 20 | 9  | 17 |
| 3.   | SK Dynamo České Budějovice B | 7 | 5 | 1 | 1 | 16 | 6  | 16 |
| 4.   | SK Petřín Plzeň              | 7 | 4 | 1 | 2 | 18 | 13 | 13 |
| 5.   | FK Jindřichův Hradec 1910    | 7 | 4 | 1 | 2 | 16 | 11 | 13 |
| 6.   | FC Rokycany                  | 8 | 2 | 3 | 3 | 17 | 13 | 12 |
| 7.   | SK Klatovy 1898              | 7 | 3 | 2 | 2 | 10 | 9  | 12 |
| 8.   | SK Senco Doubravka           | 8 | 4 | 0 | 4 | 17 | 22 | 12 |
| 9.   | SK Otava Katovice            | 8 | 3 | 2 | 3 | 21 | 17 | 11 |
| 10.  | FK Spartak Soběslav          | 8 | 3 | 1 | 4 | 17 | 17 | 11 |
| 11.  | TJ Slavoj Mýto               | 7 | 2 | 2 | 3 | 11 | 15 | 10 |
| 12.  | FC Viktoria Mariánské Lázně  | 8 | 2 | 3 | 3 | 13 | 22 | 10 |
| 13.  | Český lev-Union Beroun       | 7 | 3 | 1 | 3 | 7  | 17 | 10 |
| 14.  | TJ Tatran Sedlčany           | 8 | 2 | 0 | 6 | 12 | 25 | 6  |
| 15.  | SK Hořovice                  | 8 | 1 | 0 | 7 | 8  | 19 | 3  |
| 16.  | FK Hvězda Cheb               | 8 | 1 | 0 | 7 | 9  | 24 | 3  |

Poznámky:
- Z = Odehrané zápasy; V = Vítězství; R = Remízy; P = Prohry; VG = Vstřelené góly; OG = Obdržené góly; B = Body

|  | Postup do ČFL                           |
|  | Sestup do příslušného krajského přeboru |